# Euryalina
Sous-ordre
Les Euryalina sont un sous-ordre d'ophiures.
Cette classification est cependant remise en question par les données modernes, et certains organismes de taxinomie comme World Register of Marine Species (31 janvier 2014) préfèrent l'ordre des Euryalida.

## Liste des familles
Selon ITIS (31 janvier 2014) :
- famille Asteronychidae Müller & Troschel, 1842
- famille Asteroschematidae Verrill, 1899
- famille Euryalidae
- famille Gorgonocephalidae Ljungman, 1867